# 将軍山古墳

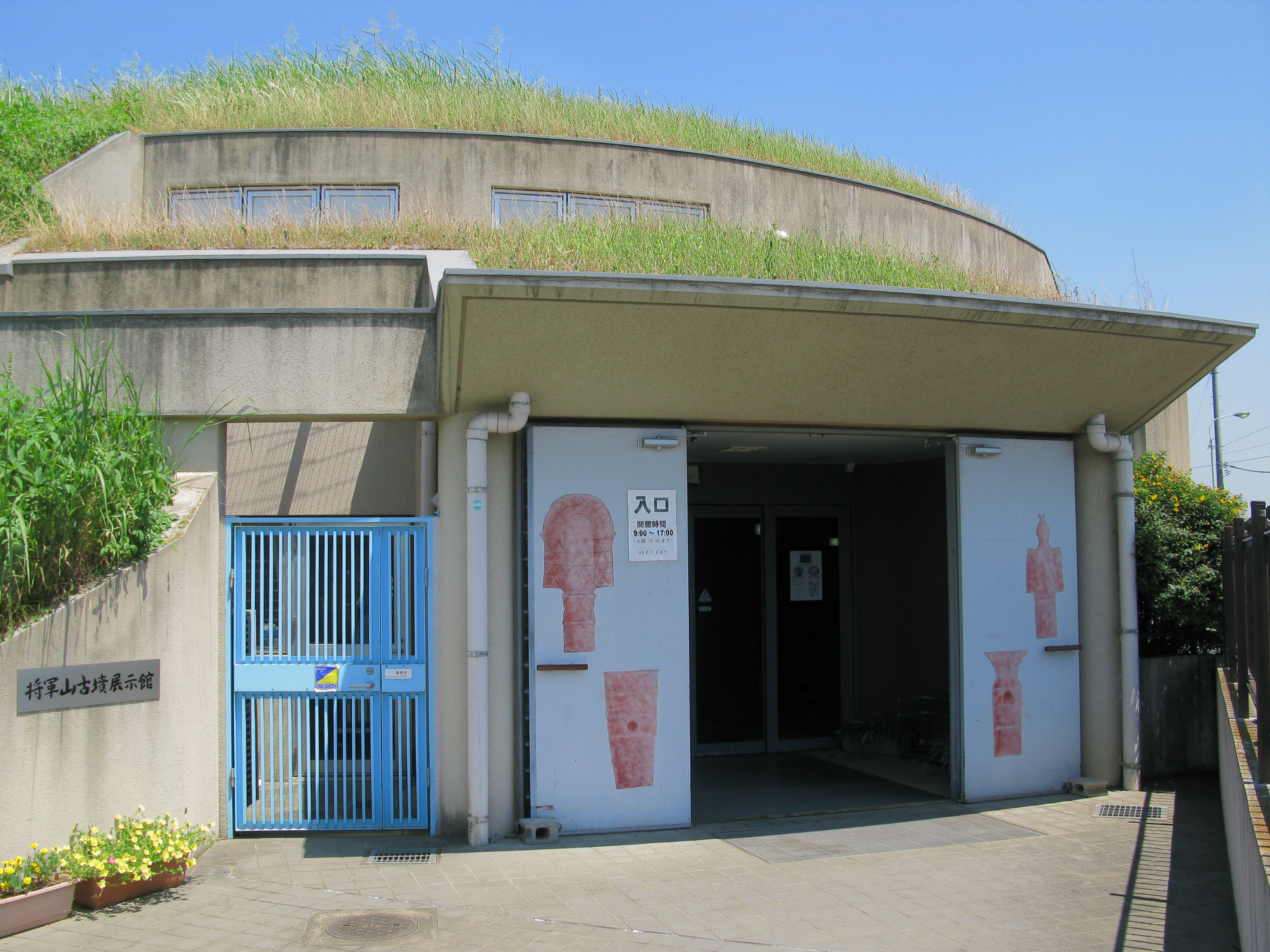
将軍山古墳展示館

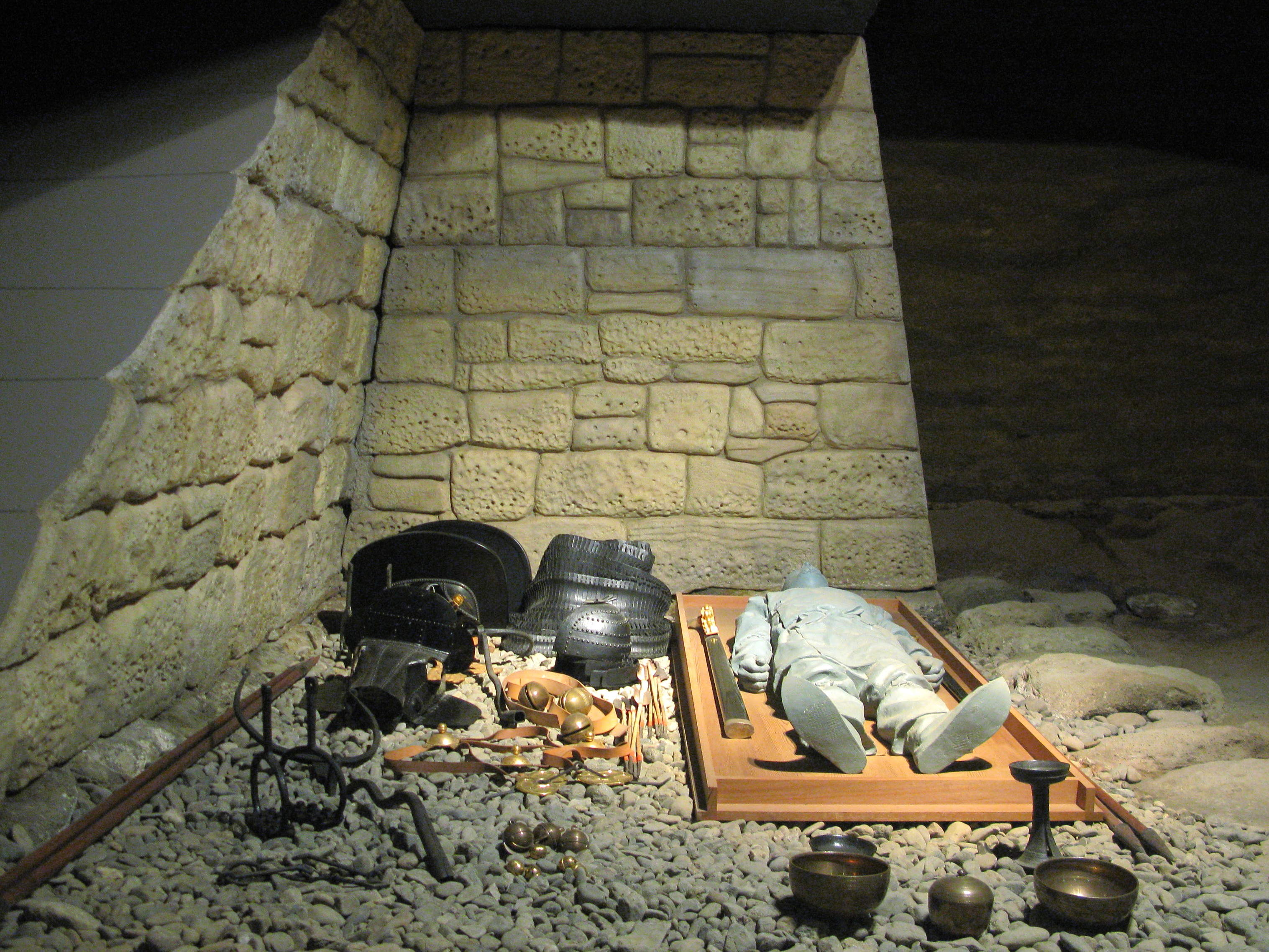
石室内の再現展示

将軍山古墳（しょうぐんやまこふん）は、埼玉県行田市埼玉にある古墳。形状は前方後円墳。埼玉古墳群を構成する古墳の1つ。国の特別史跡に指定されている（特別史跡「埼玉古墳群」のうち）。

## 概要
- 墳丘長90.0メートル[1]
- 後円部径38.8メートル・高さ8.4メートル（復元）
- 前方部幅63.6メートル・高さ9.4メートル（復元）

二重の方形をした周濠を持ち、埼玉県下で8番目の規模の前方後円墳である。
墳形は千葉県富津市内裏塚古墳群中の稲荷山古墳に類似し、後述の石室石材とともに埼玉古墳群を造成した武蔵国造と内裏塚古墳群を造成した須恵国造の親密な関係がうかがわれる。
造営年代は、古墳時代後期の6世紀末と考えられている。
1894年7月、下忍村の増田五左衛門（ますだござえもん）は、古墳にある石（石室の一部と思われる）を自宅の庭園に使おうと、忍町の山下銓太郎（やましたせんたろう）とともに将軍山古墳後円部を発掘、そのときに横穴式の石室らしきものを発見した。官庁の許可を得て発掘を進めた結果、縦1.5メートル、横0.8メートル、厚さ30センチメートルの秩父青石（緑泥片岩）の天井板、側壁は房総半島の富津市付近で産出される房州石が用いられていた。また多数の馬具や武器、武具、須恵器などが出土。馬冑の出土は日本では紀伊大谷古墳に次いで2例目。
また、前方部にも木棺を直接埋葬した墓壙が確認されたが、確認された副葬品は168個のガラス玉のみであった。被葬者は後円部に埋葬された人物と血縁関係にある女性が考えられる。
しかし明治頃からの干拓による埋立に封土を使用したり、風雨により古墳は半壊。将軍山古墳は原形を留めていなかった。そのため1991年から1996年にかけて墳丘と周囲の堀の発掘と同時に修復作業が行われ、前方部、後円部、造出に副葬品の復元模型（埴輪など）が置かれた。また古墳東麓には1997年4月に開館した「将軍山古墳展示館」があり、古墳の内部に入ることができる。

## 副葬品
倭製乳文鏡、金平玉、銀丸玉、金勾玉、挂甲、八角稜鈴、環頭大刀、金環、銀装大刀、鉄矛、鉄斧、舌付銅鈴、石製盤、耳環、大刀、馬冑、蛇行状鉄器など。

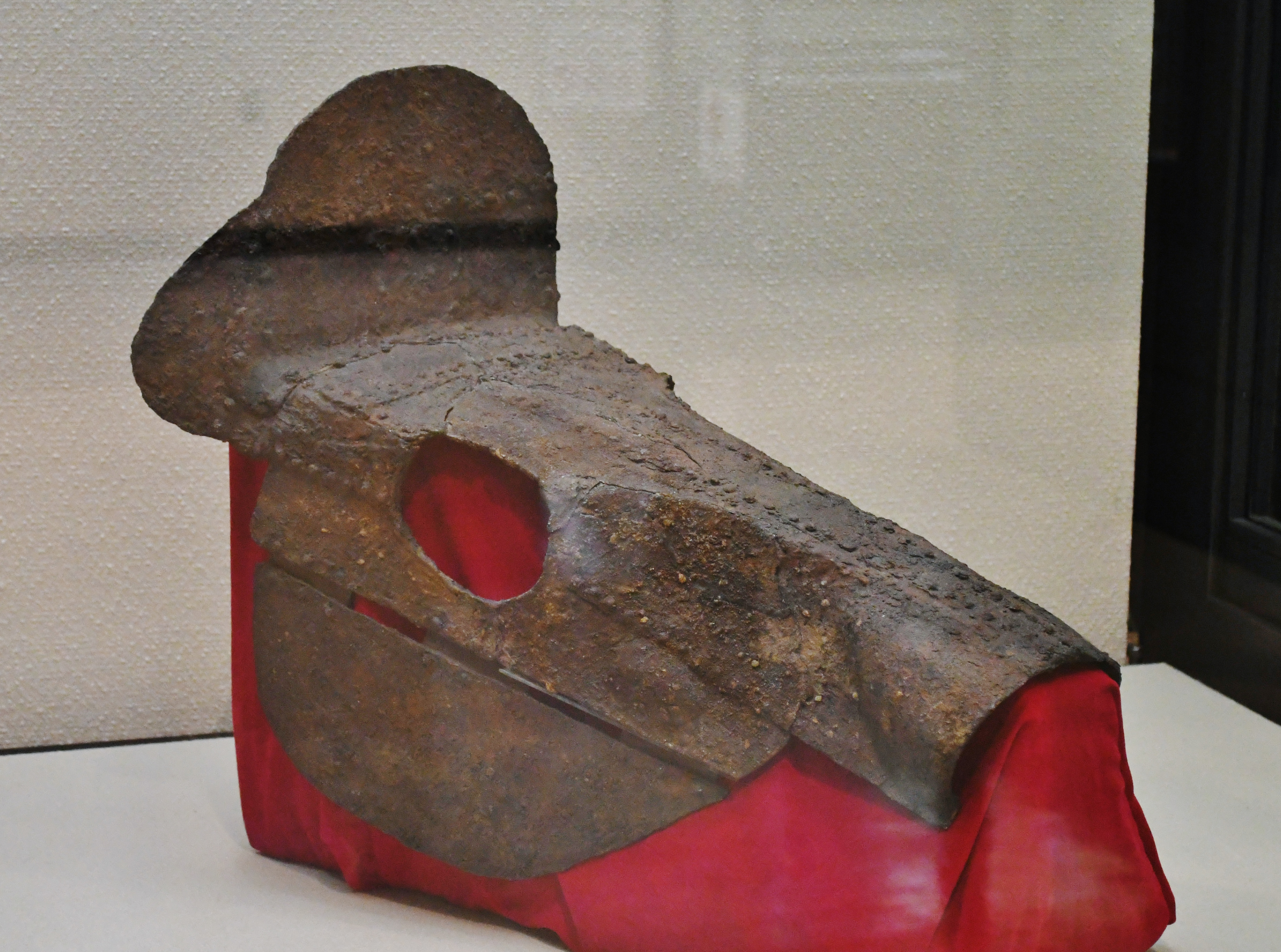
馬冑 埼玉県立さきたま史跡の博物館展示（他画像も同様）。
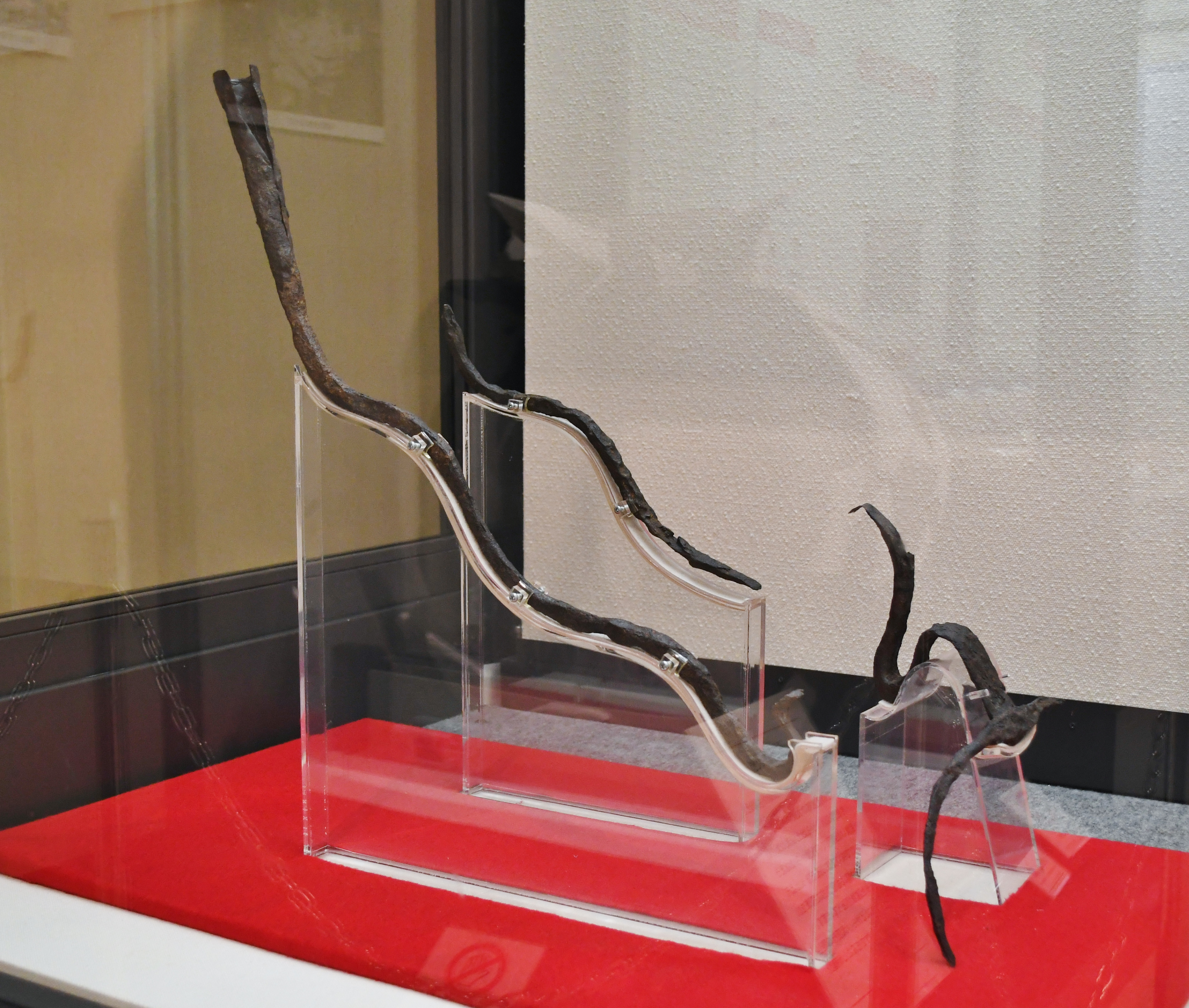
蛇行状鉄器
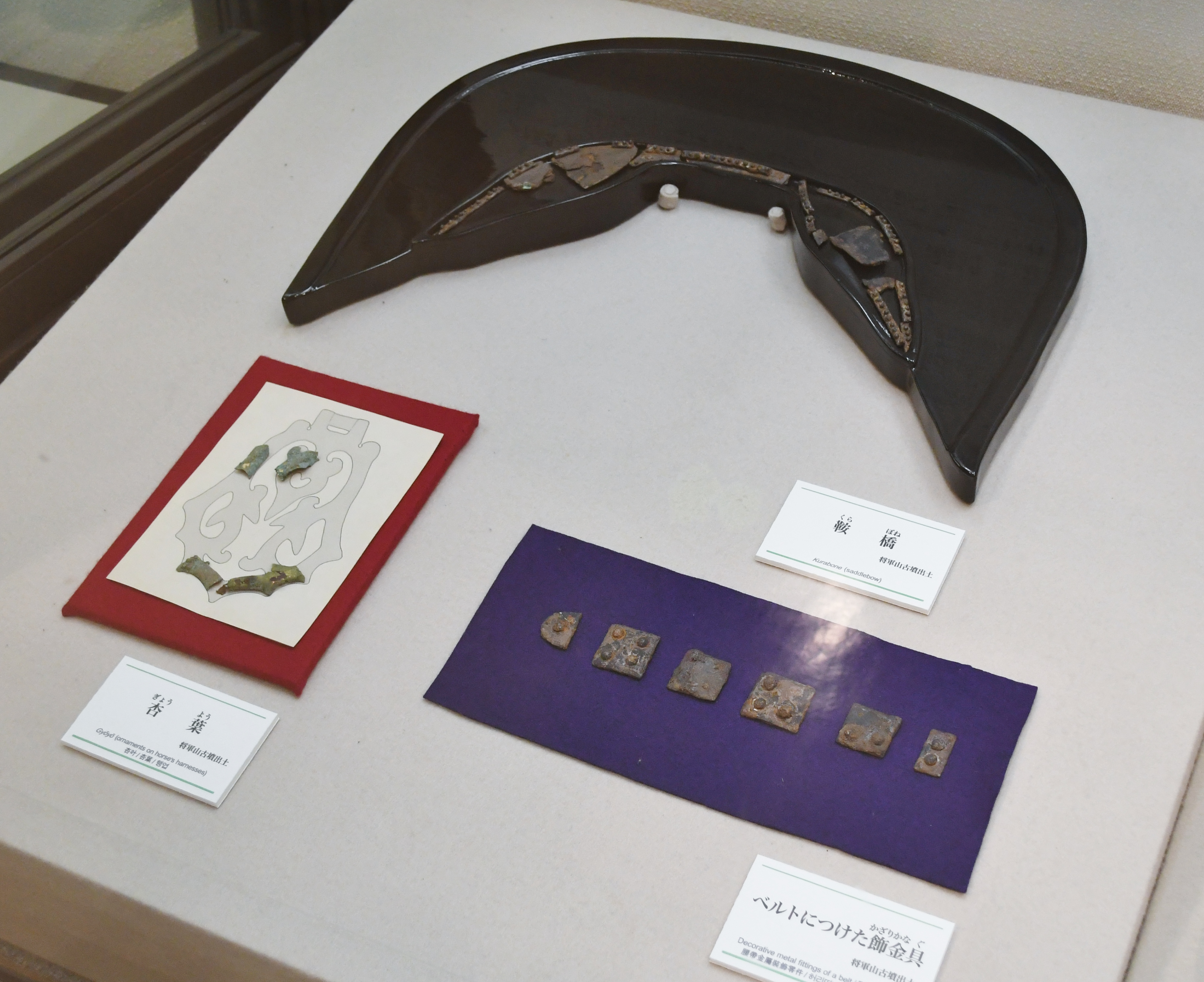
帯金具・杏葉・鞍橋
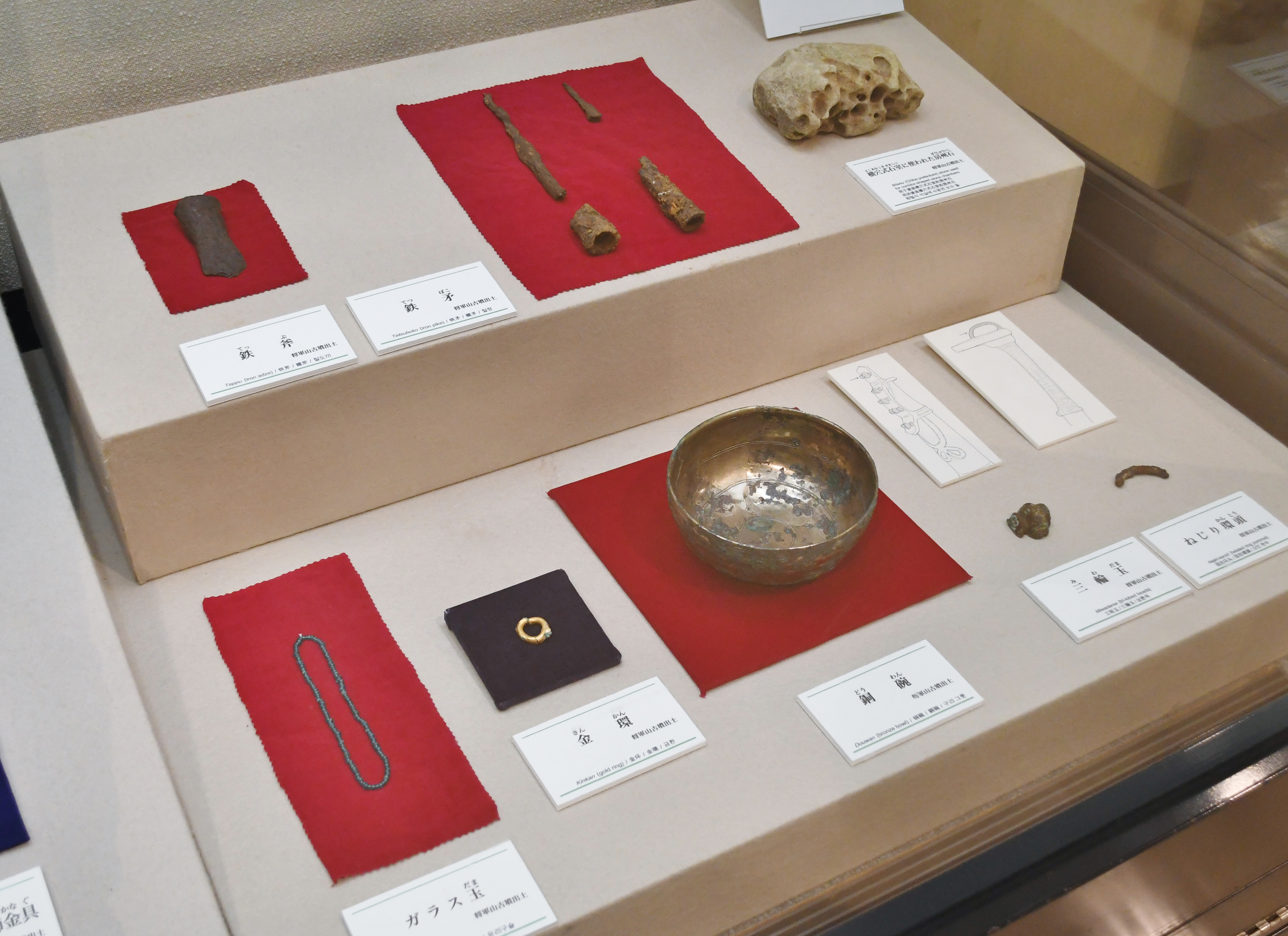
出土品
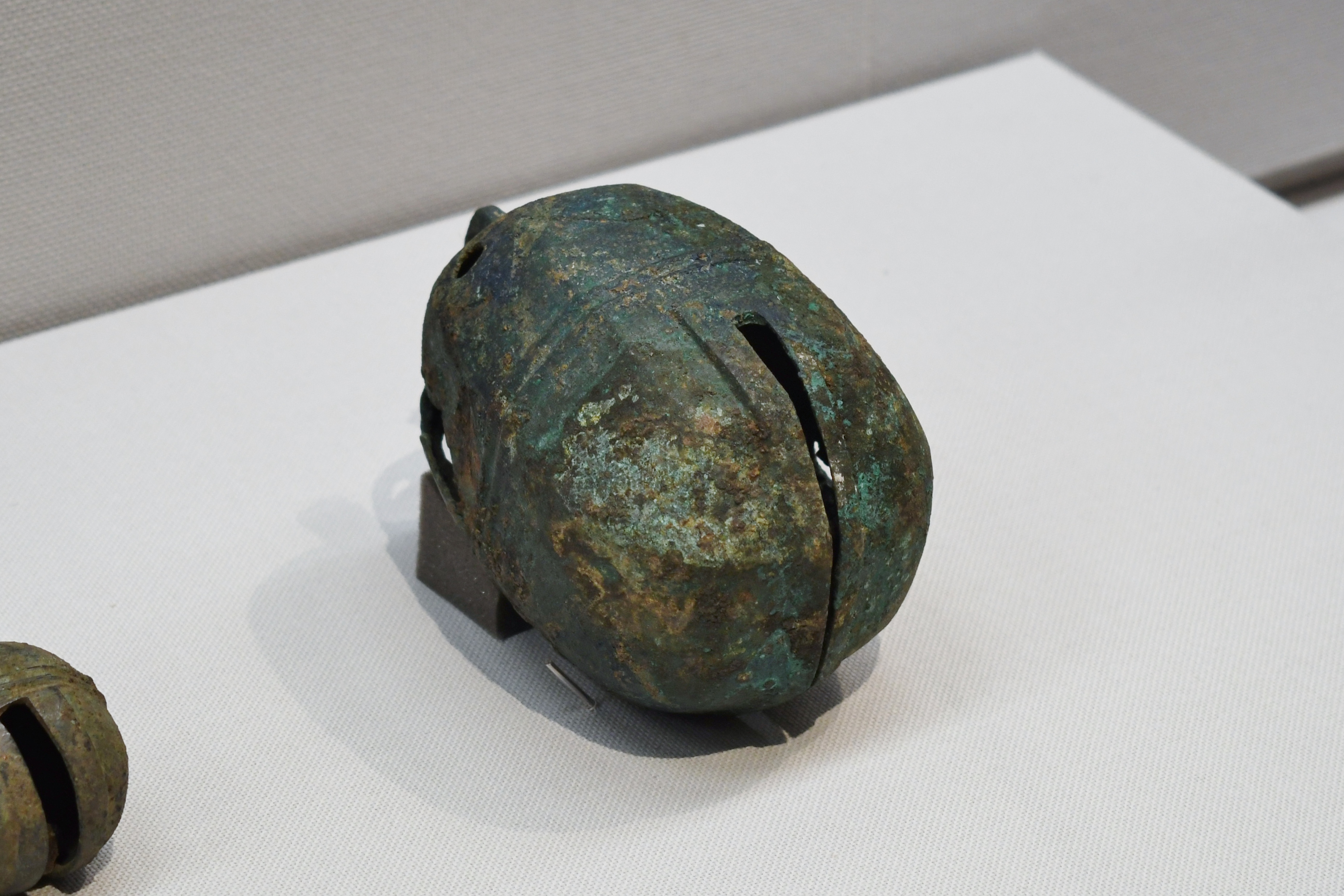
八角稜銅鈴 東京国立博物館展示。